# 武藏野美术大学短期大学部
武藏野美术大学短期大学部（日语：／ Musashinobijutsu Daigaku Tankidaigakubu *），简称美短（びたん），是过去一所位于日本东京都小平市的私立短期大学。前武藏野美术短期大学（日语：／ Musashinobijutsu Tankidaigaku *）。

## 概要

### 简介
- 学校最早可以追溯到于1929年[1]。短期大学为于1957年开办[1]、由学校法人武藏野美术大学经营。招生到于1998年、停办于2003年[2]。

### 历史
- 1957年 武藏野美术短期大学成立并同时设置美术科。
- 1958年 美术科变更为设计美术科。
- 1959年 设计美术科成立于函授教育课程[3]。
- 1963年 设计美术科变更为设计科。
- 1964年 设计专攻成立于专科[4]。两个学科成立、以下列举。
  - 美术科:成立于两个课程即第一部及函授教育课程
  - 生活设计科
- 1966年 生活设计专攻成立于专科[4]。
- 1968年 美术专攻成立于专科[4]。
- 1982年 设计科分离为三个专攻、以下列举。
  - 平面设计专攻
  - 工艺设计专攻
  - 演艺设计专攻:改编为空间演出设计专攻于1986年。
- 1988年 改校名为武藏野美术大学短期大学部。
- 1998年 招生最后、次年停止招生（正式停办于2003年9月30日[2]）。#REDIRECT**

## 学校环境
- 小平校区：在了东京都小平市[注 1]
- 武藏野校区：在了东京都武藏野市[注 2]

## 历任校长
- 有光次郎：第一代短期大学校长

## 组织

### 学科
- 第一部
  - 美术科
  - 设计科
    - 平面设计专攻
    - 工艺设计专攻
    - 空间演出设计专攻

  - 生活设计科
- 函授教育课程
  - 美术科
  - 设计科

### 专科
| - 美术专攻 - 设计专攻 - 生活设计专攻 |

### 业余课程
| - 没有 |

## 知名校友
- 河田久雄：插画家
- 柴田亚美：漫画家
- 冬川智子：漫画家
- 山本ルンルン：漫画家
- 藤江和子：家具设计师
- 健太郎：饭菜学者

## 相关链接
- 日本短期大学列表